# Trafiksäkerhetsutbildning
Trafiksäkerhetsutbildning är i Sverige en förarutbildning som syftar till en ökad trafiksäkerhet för alla som vistas i vägtrafiken. Utbildningsinsatsen riktar sig främst till de som framför olika fordon på vägarna och kan genomföras både som lärarledda utbildningar och som e-learning. 

## Körkortsutbildning
Som en del av körkortsutbildningen i Sverige för personbil finns två obligatoriska riskutbildningar. Del 1 som är en teoretisk utbildning och del 2 som är en praktisk utbildning med stora inslag av diskussionsmoment. Det praktiska innehållet i riskutbildningen för personbil består till stor del av halkkörning, en upplevelsebaserad utbildning som görs på halkbana. Båda delmomenten syftar till en ökad riskmedvetenhet. 

## Trafiksäkerhetsutbildning för tjänstebilsförare
Eftersom hälften av alla arbetsolyckor med dödlig utgång utgörs av fordonsrelaterade olyckor så ställer i Sverige Arbetsmiljöverket krav på att alla som kör i arbetsrelaterade syften ska ha erforderlig utbildning i trafiksäkerhet. Det här gäller oavsett om föraren kör med företagets bil eller med privat personbil. Vad som räknas som erforderlig utbildning baseras på den riskinventering & riskbedömning för tjänstebilsförare som företaget måste genomföra.
Trafiksäkerhetsutbildningen kan i Sverige genomföras både som praktisk förarutbildning, som trafiksäkerhetsteori eller som e-learning i trafiksäkerhet. Utbildningarnas syfte är att främja ett minskat risktagande och ska därför genomföras med ett fokus på en ökad riskmedvetenhet istället för körteknik. Utbildningen kan också innefatta moment som, Ankomst till olycksplats som riktar in sig på hur föraren ska minimera skador och risker vid en olycksplats i vägtrafik. Vid utbildningen bör också företagets trafiksäkerhetspolicy förmedlas till varje förare. 

## Trafiksäkerhetsutbildning för tung trafik
För tung trafik finns en EU-reglerad utbildning som ger ett yrkeskompetensbevis (YKB). Utbildningen innehåller totalt 140 timmar teoretisk utbildning inkluderande 10 timmars obligatorisk övningskörning. Denna övningskörning gäller även de som redan har körkort. För personer under 24 år gäller dubbla timmar på yrkesskola innan de får avlägga prov.